# Nœud (astronomie)
Pour les articles homonymes, voir Nœud.

Nœuds d'un satellite artificiel placé en orbite autour de la Terre.

En mécanique céleste et en mécanique spatiale, un nœud (du latin nodus) ou point nodal est un des deux points d'intersection d'une orbite inclinée avec le plan principal du système de référence.
 Le nœud ascendant est le point par lequel le corps en orbite (planète, naturel, artificiel ou autre objet céleste en orbite) traverse le plan de référence du sud vers le nord ; le nœud descendant est celui par lequel il le traverse du nord vers le sud.
 La ligne des nœuds ou ligne nodale est la droite d'intersection du plan d'une orbite avec un plan de référence.
- En astronomie le plan de référence est soit l'écliptique pour les planètes et autres objets célestes en orbite autour d'une étoile, soit le plan équatorial de la planète si l'objet est un satellite naturel de celle-ci.
- En astronautique le plan de référence est soit le plan équatorial de la planète autour duquel le satellite artificiel est placé, soit l'écliptique pour une sonde interplanétaire placée sur une orbite héliocentrique.

## Cas de la Terre
La ligne des équinoxes ou ligne équinoxiale est la droite d'intersection du plan de l'écliptique — qui est celui de l'orbite inclinée de la Terre — avec le plan de l'équateur céleste.

## Cas de la Lune

Nœuds de l'orbite lunaire sur l'écliptique.

Animation montrant les nœuds entre deux corps.

Le nœud ascendant est le point de l'orbite d'un objet où il traverse l'écliptique depuis l'hémisphère céleste Sud vers l'hémisphère Nord.
La ligne des nœuds est l'intersection du plan orbital de l'objet avec l'écliptique, et relie les nœuds ascendants et descendants.
Les éclipses lunaires et solaires ne peuvent se produire que lorsque la Lune, en phase pleine ou nouvelle, est proche de son nœud ascendant ou descendant.
Dans l'Antiquité et au Moyen Âge, le nœud ascendant de la Lune était appelé caput draconis (tête du dragon, en latin) ; et son nœud descendant, cauda draconis (queue du dragon, en latin). Ces notions sont issues de l'astronomie babylonienne où le nœud ascendant était nommé gozihr sar et le nœud descendant gozihr dumb. Elles sont toujours utilisées en astrologie.
L'espace de temps qui sépare deux passages successifs de la Lune au nœud ascendant est appelé révolution draconitique : elle dure 27 jours, 5 heures et 6 minutes.